# Christine Nesbitt
Christine Margaret Nesbitt (ur. 17 maja 1985 w Melbourne) – kanadyjska łyżwiarka szybka pochodzenia australijskiego, dwukrotna medalistka olimpijska, wielokrotna medalistka mistrzostw świata oraz zdobywczyni Pucharu Świata.

## Kariera
Urodziła się w Australii, jednak dorastała w Kanadzie i reprezentuje barwy tego kraju. Pierwszy sukces w karierze osiągnęła w 2006 roku, kiedy wspólnie z Kristiną Groves, Clarą Hughes, Cindy Klassen i Shannon Rempel zdobyła srebrny medal w biegu drużynowym podczas igrzysk olimpijskich w Turynie. W startach indywidualnych zajęła tam siódme miejsce w biegu na 1500 m oraz czternaste na 1000 m. Na rozgrywanych cztery lata później igrzyskach olimpijskich w Vancouver triumfowała na dystansie 1000 m. Na podium oprócz niej stanęły też dwie reprezentantki Holandii: Annette Gerritsen oraz Laurine van Riessen. Także w pozostałych startach plasowała się w czołowej dziesiątce: w biegu na 500 m była dziesiąta, na 1500 m była szósta, a rywalizację w biegu drużynowym Kanadyjki ukończyły na piątej pozycji. Brała także udział w igrzyskach w Soczi w 2014 roku, jednak wróciła bez medalu. Jej najlepszymi wynikami były piąte miejsce w drużynie i dziewiąte miejsce w biegu na 1000 m.
Razem z Shannon Rempel i Kristiną Groves zwyciężyła w biegu drużynowym na dystansowych mistrzostwach świata w Salt Lake City w 2007 roku. Na tych samych mistrzostwach świata była trzecia w biegu na 1000 m, przegrywając z Holenderką Ireen Wüst i Niemką Anni Friesinger. Wspólnie z koleżankami z reprezentacji wywalczyła też srebrny medal na mistrzostwach świata w Nagano w 2008 roku, a na rozgrywanych rok później mistrzostwach świata w Vancouver były najlepsze. W 2009 roku Nesbitt wygrywała też bieg na 1000 m i była trzecia na 1500 m. Kolejne dwa medale zdobyła na mistrzostwach świata w Inzell w 2011 roku, triumfując w biegu drużynowym i biegu na 1000 m. Indywidualnie najlepiej wypadła podczas rozgrywanych w 2012 roku mistrzostw świata w Heerenveen, gdzie zwyciężyła na dystansach 1000 i 1500 m. Zdobyła tam również srebrny medal w biegu drużynowym. Na mistrzostwach świata w Soczi w 2013 roku zajęła trzecie miejsce na 1500 m, ulegając Ireen Wüst i Lotte van Beek z Holandii.
W 2011 roku zwyciężyła mistrzostwach świata w wieloboju sprinterskim w Heerenveen. W tej samej konkurencji była też druga na sprinterskich mistrzostwach świata w Calgary, rozdzielając dwie reprezentantki Chin: Yu Jing oraz Zhang Hong. Ponadto na mistrzostwach świata w wieloboju w Calgary w 2011 roku, zajęła drugie miejsce, ulegając jedynie Ireen Wüst. Rok później, podczas wielobojowych mistrzostw świata w Moskwie zajęła trzecie miejsce, za Ireen Wüst i Czeszką Martiną Sáblíkovą.
Wielokrotnie stawała na podium zawodów Pucharu Świata, odnosząc przy tym ponad 30. zwycięstw indywidualnych. Najlepsze rezultaty osiągała na dystansie 1000 m, w sezonach 2008/2009, 2009/2010 i 2011/2012 zwyciężając w klasyfikacji końcowej, a w sezonie 2010/2011 była druga. Ponadto w sezonach 2010/2011 i 2011/2012 wygrywała klasyfikację końcową 1500 m, w sezonach 2007/2008, 2009/2010 i 2012/2013 była druga, a sezon 2008/2009 zakończyła na trzeciej pozycji. W sezonie 2011/2012 zwyciężyła w klasyfikacji generalnej, a rok później zajęła drugie miejsce za Ireen Wüst.
Ustanowiła dwa rekordy świata.

## Rekordy życiowe
|        | Rekord  | Data              | Miejsce        |
| ------ | ------- | ----------------- | -------------- |
| 500 m  | 37.86   | 9 stycznia 2011   | Calgary        |
| 1000 m | 1:13.36 | 13 grudnia 2009   | Salt Lake City |
| 1500 m | 1:52.75 | 10 listopada 2007 | Salt Lake City |
| 3000 m | 4:03.49 | 6 stycznia 2011   | Calgary        |
| 5000 m | 7:07.15 | 13 stycznia 2008  | Calgary        |

## Osiągnięcia

### Igrzyska olimpijskie
|          | Turyn 2006 | Vancouver 2010 |
| -------- | ---------- | -------------- |
| 500 m    | -          | 10. miejsce    |
| 1000 m   | -          | 1. miejsce     |
| 1500 m   | 7. miejsce | 6. miejsce     |
| sztafeta | 2. miejsce | 5. miejsce     |

### Mistrzostwa świata na dystansach
|          | Salt Lake City 2007 | Nagano 2008 | Vancouver 2009 | Inzell 2011 |
| -------- | ------------------- | ----------- | -------------- | ----------- |
| 1000 m   | 3. miejsce          | 4. miejsce  | 1. miejsce     | 1. miejsce  |
| 1500 m   | 6. miejsce          | 5. miejsce  | 3. miejsce     | 5. miejsce  |
| 5000 m   | -                   | 12. miejsce | -              | -           |
| sztafeta | 1. miejsce          | 2. miejsce  | 1. miejsce     | 1. miejsce  |

### Mistrzostwa świata w wieloboju
- 2007 – 9. miejsce
- 2008 – 4. miejsce
- 2009 – 6. miejsce
- 2011 – 2. miejsce

### Mistrzostwa świata w wieloboju sprinterskim
- 2011 – 1. miejsce
- 2012 – 2. miejsce